# Alpaslan Kaya
Alpaslan Kaya (Isztambul, 1975. április 7.) török üzletember, Magyarország tiszteletbeli konzulja.
Floridában a Floridai Metropolitan Egyetemen végzett. Az USA-ban végzett egyetemi tanulmányait követően a Koçkaya Holdinghoz tartozó különböző családi cégekben igazgatótanácsi tagként és elnöki posztokon dolgozott. Amerikában és Magyarországon saját vállalatokat alapított és különböző ágazatokban külföldi befektetéseket hozott létre. 2010 óta a Kale Global Holding Igazgatótanács elnöke. Felesége Ebru Kaya, Merve és Mina nevű két lányuk van.
Alpaslan Kaya 2013-ban Magyarország tiszteletbeli konzulja lett, ezután a török-magyar ipari és kereskedelmi kamara elnökévé választották. Számos rendezvénynek a megszervezésében és létrehozásában vett részt, mint például a Thököly Imre fejedelemről íródott könyv, a Turulmadár szobra és a Székely-kapu megnyitása Kocaeliben, valamint a Magyar Nemzeti Táncegyüttes fellépése Gebzében.
Alpaslan a Magyar Állam oktatási, kulturális és kereskedelmi élet területén végzett kimagasló munkálatai elismeréséül elnyerte a Magyar Érdemrend lovagkeresztje polgári tagozata kitüntetést. 2015 márciusában Áder János magyar köztársasági elnöktől vette át ezt az érdemrendet, és olyan török személyiségek, mint például Abdullah Gül után ő a negyedik török személy, aki ezt az érdemrendet megkapta. 2016 márciusában a nemzetközi kereskedelem területén elért érdemei elismeréséül a Cambridge College tiszteletbeli doktorává avatta.

## Tagságai
- Törökországi Külgazdasági Kapcsolatok Bizottságának tagja
- Török-Svájci Üzleti Bizottság elnökhelyettese
- Török-Belga és Török-Francia Üzleti Bizottság tagja
- Isztambuli Ipari Kamara tagja
- Isztambuli Kereskedelmi tagja
- Fenerbahçe Sportklub kongresszusi tagja
- Magyarország Kulturális és Szolidaritási Bizottság elnöke